# Eugenio Garza Sada
Eugenio Garza Sada (Monterrey, 11 januari 1892 – aldaar, 17 september 1973) was een Mexicaans zakenman en filantroop. Hij is vooral bekend als oprichter in 1943 van het ITESM (Instituto Tecnologico y de Estudios Superiores de Monterrey), dat tegenwoordig geldt als een van de meest prestigieuze universiteiten van Latijns-Amerika. 
Garza Sada studeerde civiele techniek aan het MIT in de Verenigde Staten. In 1917 studeerde hij af en keerde terug naar Mexico. Daar begon hij te werken voor de Cervecería Cuauhtémoc Moctezuma, een belangrijke bierbrouwerij in Monterrey, die door zijn vader en oom was opgericht. In de jaren daarna begon hij verschillende bedrijven, waaronder het glasbedrijf Vitro. In 1943 richtte hij samen met een aantal andere belangrijke zakenmannen het ITESM op. Hij wilde daarmee een universiteit maken die een strenge moraal combineerde met een hoge academische kwaliteit. 
Hij kwam om bij een mislukte ontvoering door de Communistische Liga 23 September. Uit in 2006 vrijgegeven documenten is gebleken dat de Mexicaanse geheime dienst op de hoogte was van de ontvoeringsplannen, maar niets deed om het te verhinderen aangezien Garza Sada regelmatig kritiek uitte op de Mexicaanse regering. Zijn vrouw en acht kinderen bleven achter. Heden ten dage wordt hij in Monterrey beschouwd als visionair. De belangrijkste weg die langs de universiteit gaat, is naar hem vernoemd. 